# Фауна Африки
Фауна Африки — совокупность животных, обитающих в Африке, в окружающих её морях и на расположенных в соответствующей акватории островах.

## Беспозвоночные
В Восточной Африке богата фауна кораллов (около 400 известных видов). Там же распространены более 400 видов иглокожих и 500 видов мшанок. Морские моллюски менее разнообразны в водах Атлантического побережья и более разнообразны в тропическом западном регионе Индийского океана (более 3000 видов брюхоногих моллюсков). Наибольшее разнообразие пресноводных моллюсков можно найти в Восточно-Африканских озёрах.

### Насекомые
Около 100 000 видов насекомых распространены в Африке к югу от Сахары. Было подсчитано, что африканские насекомые составляют около 10—20 % от мирового разнообразия насекомых.
Во влажных климатических зонах распространены малярийные комары и муха цеце, являющаяся переносчиком возбудителя сонной болезни и других трипаносомозов человека, диких и домашних животных.
Эндемичной для Африки группой насекомых являются Mantophasmatodea.

## Рыбы
Африка из всех континентов наиболее богата видами пресноводных рыб (около 3000 видов). Восточно-Африканские озёра (Виктория, Малави и Танганьика) являются центром биоразнообразия таких рыб.
Максимальное разнообразие морских рыб наблюдается в прибрежных водах Индийского океана (около 2000 видов).
У восточного и южного побережий Африки встречается один из двух известных существующих ныне видов латимерии, которую называют «живым ископаемым», — Latimeria chalumnae, открытая в 1938 г..

## Амфибии
Эндемичными для Африки семействами амфибий являются:
- Arthroleptidae (Astylosternidae)
- Heleophrynidae
- Hemisotidae
- Hyperoliidae
- Petropedetidae
- Mantellidae

В реках экваториальной Западной Африки обитает наиболее крупная из современных бесхвостых амфибий — лягушка-голиаф (Conraua goliath).

## Рептилии
Фауна рептилий Африки богата и разнообразна.
Характерными африканскими черепахами являются пеломедузовые и сухопутные черепахи.
Из ящериц распространены сцинки, поясохвосты, настоящие ящерицы, агамы, вараны (серый варан и виды подрода Polydaedalus). Центром разнообразия хамелеонов является Мадагаскар.
Змеи в Африке насчитывают несколько десятков видов, из которых наиболее известны кобры, мамбы, питоны, африканские гадюки.
В Африке распространены 3 вида настоящих крокодилов (нильский, африканский узкорылый и тупорылый).

## Птицы
В Африке обитает множество птиц (более 2500 видов, из них 114 находится под угрозой исчезновения). Наиболее характерные представители — нектарницы, птица-секретарь, африканский страус. Кроме того, в Африке обитают попугаи (ожереловые, жако, неразлучники), турако (типичный представитель — гвинейский), цесарки, птицы-носороги, грифы (африканский белогорлый гриф, африканский ушастый гриф , марабу и другие аисты, дрофы, пингвины (единственный представитель — очковый пингвин) и большое количество видов воробьинообразных (около 1500 видов).

## Млекопитающие
В Африке обитает около 1100 видов млекопитающих. Как место большого распространения млекопитающих особенно известно Восточно-Африканское плоскогорье.
Тропический экваториальный и субэкваториальный пояс населяют разнообразные млекопитающие: окапи, антилопы (дукеры, бонго), карликовый бегемот, кистеухая свинья, иглохвостая летяга, виверры. В африканской фауне 64 вида приматов (мартышки, павианы, галаго), включая четыре вида человекообразных обезьян: два вида горилл и два вида шимпанзе. На Мадагаскаре распространены лемуры и руконожки.
С доисторических времен в Африке сохранилось наибольшее количество представителей мегафауны. Нигде в мире нет такого обилия крупных животных, как в африканской саванне: слоны, бегемоты, жирафы, львы, антилопы (канны, гну, газели), кафрские буйволы, чёрные и белые носороги, гориллы. В саваннах и полупустынях обитает и множество мелких млекопитающих, таких как грызуны, зайцеобразные, сурикаты и многие другие.